# Café de Colombia (equip ciclista)
Café de Colombia va ser un equip ciclista colombià, creat el 1983 i que competí professionalment entre el 1985 i 1990.
Ja com amateur va participar en el Tour de França de 1983 i 1984, aconseguint certs èxits. Estava patrocinat per la marca Cafè de Colòmbia. Va aconseguir victòries d'etapa a les grans voltes i una victòria final a la Volta a Espanya de 1987.
No té res a veure amb el Café de Colombia-Colombia es Pasión o el Varta-ELK Haus.
L'equip va desaparèixer el 1990.

## Principals resultats
- Volta a Colòmbia: Luis Herrera (1984, 1985, 1986, 1988)
- Volta a Espanya: Luis Herrera (1987)
- Tour de l'Avenir: Martín Ramírez (1985)
- Critèrium del Dauphiné Libéré: Luis Herrera (1988)

### A les grans voltes
- Volta a Espanya
  - 6 participacions (1985, 1986, 1987, 1988, 1989, 1990)
  - 5 victòries d'etapa:
    - 1 el 1985: José Antonio Agudelo
    - 1 el 1987: Luis Herrera
    - 1 el 1989: Luis Alberto Camargo
    - 2 el 1990: Jesper Worre, Luis Alberto Camargo

  - 1 classificacions final:
    - 1987: Luis Herrera

  - 1 classificacions secundàries:
    - Gran Premi de la muntanya: Luis Herrera (1987)

- Tour de França
  - 6 participacions (1983, 1984, 1985, 1986, 1987, 1988, 1989)
  - 4 victòries d'etapa:
    - 1 el 1984: Luis Herrera
    - 3 el 1985: Luis Herrera (2), Fabio Parra

  - 4 classificació secundària:
    - Gran Premi de la muntanya: Luis Herrera (1985, 1987)
    - Classificació dels joves: Fabio Parra (1985), Luis Alberto Camargo (1989)

- Giro d'Itàlia
  - 2 participacions (1985, 1989)
  - 1 victòries d'etapa:
    - 2 el 1989: Luis Herrera (2)

  - 1 classificació secundària:
    - Gran Premi de la muntanya: Luis Herrera (1989)